# Аґері
А́ґері (ест. Ageri küla) — село в Естонії, у волості Ярва повіту Ярвамаа.

## Населення
Чисельність населення на 31 грудня 2011 року становила 36 осіб.

## Географія
Через населений пункт проходить автошлях 15143 (Сейдла — Ярва-Яані).

## Історія
До 21 жовтня 2017 року село входило до складу волості Албу.